# Ольховка (Ивановская область)
Ольховка — опустевшая деревня в Ивановском районе Ивановской области России, входит в состав Балахонковского сельского поселения.

## История
В 1981 году Указом Президиума Верховного Совета РСФСР посёлок железнодорожного разъезда 15 километр переименован в Ольховка.

## Население
| 2010 |
| ---- |
| 0    |

## Инфраструктура
Железнодорожная инфраструктура.

## Транспорт
Железная дорога (Остановочный пункт Ольховка). Просёлочные дороги.